# Daxing
Der Stadtbezirk Daxing (chinesisch 大興區 / 大兴区, Pinyin Dàxīng Qū) ist ein Stadtbezirk im Süden der regierungsunmittelbaren Stadt Peking in der Volksrepublik China. Er hat eine Fläche von 1053 km² und 1.993.591 Einwohner (Stand: Zensus 2020). Bei Volkszählungen wurden 1990 in Daxin 523.597 Einwohner gezählt, 671.444 im Jahr 2000, und 1.365.112 im Jahr 2010.
Der Stadtbezirk ist Standort des Flughafens Peking-Daxing, der im September 2019 eröffnet wurde. Baubeginn war 2014. Der neue Flughafen wurde gebaut, um den bisherigen Flughafen Peking zu entlasten.
In der Großgemeinde Anding (安定镇) wird die Kommerzielle Raumfahrtindustriebasis Peking (北京商业航天产业基地) aufgebaut.